# Алберт Анкер
Алберт Самуел Анкер (на немски: Albert Samuel Anker, р. 1 април 1831 г., Инс, кантон Берн, Швейцария, † 16 юли 1910 г., пак там) е швейцарски художник и график.
Той е второто от три деца на ветеринарния лекар Самуел Анкер (1791–1860) и съпругата му Мариана Елизабет Анкер, родена Гачет (1802–1847).
През 1848 г. той получава уроци по рисуване. От 1849 г. той посещава гимназията в Берн и живее при чичо си Матиас Анкер (1788–1863). През 1851 г. той започва да следва теология в Берн. През септември пътува за пръв път до Париж. От есента 1852 до пролетта 1854 г. Анкер продължава следването си в университета в Хале. На 25 декември 1853 г. той пише на баща си, че иска да стане художник. През 1854 г. баща му му разрешава да прекрати следването си и той се мести в Париж. Между 1855 и 1860 г. той посещава École nationale supérieure des beaux-arts de Paris. През 1890 г. той се мести в Инс. През 1901 г. Анкер има тежък удар и дясната му ръка е парализирана. Той обаче рисува 600 акварели.
Алберт Анкер умира на 16 юли 1910 г. в Инс.

### Фамилия
На 6 декември 1864 г. Анкер се жени в Тван за Анна Рюфли (1835–1917) от Ленгнау, есна приятелка на умрялата му сестра Луиза (1837–1852). С Анна Рюфли той има шест деца: Луиза (1865–1954), София Мария (1872–1950), Сецил (1877–1957), Рудолф (1867–1869), Емил (1870–1871) и Мориц (1874–1931).